# Kwon Hyeok-kyu
Kwon Hyeok-kyu (kor. 권혁규;, * 13. März 2001 in Busan) ist ein südkoreanischer Fußballspieler, der beim FC Nantes in der Ligue 1 unter Vertrag steht.

## Karriere

### Verein
Kwon begann mit dem Fußballspielen in seiner Geburtsstadt bei Busan IPark aus der zweitgrößten Stadt Südkoreas. Im September 2019 gab er sein Profidebüt, als er im Zweitligaspiel der Saison 2019 gegen die Jeonnam Dragons in der Startelf stand. Als Vizemeister hinter dem Gwangju FC gelang in der Relegation der Aufstieg in die erste Liga. In der folgenden Erstligaspielzeit gelang ihm sein erstes Tor, als er im Juli 2020 das Führungstor bei einem 2:0-Sieg gegen den FC Seoul erzielte. In seiner ersten Saison in der K League 1 kam er auf insgesamt 16 Ligaspiele. Busan stieg jedoch als Tabellenletzter wieder ab. Im südkoreanischen Pokal schied Kwon mit Busan im Viertelfinale gegen den späteren Sieger Jeonbuk Hyundai Motors aus.
Ab 2021 war Kwon für die nächsten beiden Spielzeiten als Leihgabe bei dem Militärklub Gimcheon Sangmu FC aktiv, wo er seinen Wehrdienst in der Südkoreanischen Armee ableistete. Danach kehrte er zurück zu seinem Heimatverein.
Im Juli 2023 verpflichtete ihn der schottischen Erstligist Celtic Glasgow für eine Ablösesumme in Millionenhöhe und er unterzeichnete einen Fünfjahresvertrag. Bis Januar 2024 absolvierte Kwon kein Ligaspiel und wurde daher an den Ligakonkurrenten FC St. Mirren verliehen. In der Saison 2024/25 wurde er innerhalb von Schottland an Hibernian Edinburgh verliehen. Nach der Leihe wechselte Kwon nach Frankreich zum FC Nantes.

### Nationalmannschaft
Kwon nahm mit der U23-Nationalmannschaft im Jahr 2022 an der Asienmeisterschaft teil und erreichte mit dieser das Viertelfinale.